# Nyctegretis cullinanensis
Nyctegretis cullinanensis är en fjärilsart som beskrevs av Boris Ivan Balinsky 1991. Nyctegretis cullinanensis ingår i släktet Nyctegretis och familjen mott. Inga underarter finns listade i Catalogue of Life.